# Anja Rücker
Pour les articles homonymes, voir Rucker.
Anja Rücker (née le 20 décembre 1972 à Lobenstein) est une ancienne athlète allemande spécialiste du 400 mètres. 

## Palmarès

### Jeux olympiques d'été
- Athlétisme aux Jeux olympiques de 1996 à Atlanta,  États-Unis
  -  Médaille de bronze du relais 4 × 400 m

### Championnats du monde d'athlétisme
- Championnats du monde d'athlétisme 1997 à Athènes,  Grèce
  -  Médaille d'or du relais 4 × 400 m
- Championnats du monde d'athlétisme 1999 à Séville,  Espagne
  -  Médaille d'argent sur 400 m
  -  Médaille de bronze du relais 4 × 400 m

### Championnats du monde d'athlétisme en salle
- Championnats du monde d'athlétisme en salle 1997 à Paris,  France
  -  Médaille de bronze du relais 4 × 400 m

### Championnats d'Europe d'athlétisme
- Championnats d'Europe d'athlétisme 1994 à Helsinki,  Finlande
  -  Médaille de bronze du relais 4 × 400 m

### Championnats d'Europe junior d'athlétisme
- Championnats d'Europe junior d'athlétisme 1989 à Varaždin,  Yougoslavie
  -  Médaille d'or du relais 4 × 400 m[1]
- Championnats d'Europe junior d'athlétisme 1991 à Thessalonique,  Grèce
  -  Médaille d'argent sur 400 m
  -  Médaille d'or du relais 4 × 400 m

## Records
Son record personnel en plein air sur 400 mètres est de 49 s 74, réalisé à Séville en 1999.